# サム・フィールド
サム・フィールド（Sam Field, 1998年5月8日 - ）は、イングランド・ストワーブリッジ出身のサッカー選手。クイーンズ・パーク・レンジャーズFC所属。ポジションはミッドフィールダー。

## 経歴
ウェスト・ブロムウィッチ・アルビオンFCの長年のファンであり、同クラブのアカデミーに所属した。2016年5月15日のリヴァプールFC戦でデビュー。
2019年8月8日に、チームメイトのジョナサン・レコとともにチャールトン・アスレティックFCに期限付き移籍した。
2021年2月1日、クイーンズ・パーク・レンジャーズFCに期限付き移籍した。